# Elophos caelibaria
Elophos caelibaria là một loài bướm đêm trong họ Geometridae.